# Dillwyn
Dillwyn és una població dels Estats Units a l'estat de Virgínia. Segons el cens del 2000 tenia 447 habitants.

## Demografia
Segons el cens del 2000, Dillwyn tenia 447 habitants, 176 habitatges, i 114 famílies. La densitat de població era de 250,1 habitants per km².
Dels 176 habitatges en un 30,7% hi vivien nens de menys de 18 anys, en un 38,6% hi vivien parelles casades, en un 22,2% dones solteres, i en un 34,7% no eren unitats familiars. En el 32,4% dels habitatges hi vivien persones soles el 19,9% de les quals corresponia a persones de 65 anys o més que vivien soles. El nombre mitjà de persones vivint en cada habitatge era de 2,16 i el nombre mitjà de persones que vivien en cada família era de 2,63.
Per edats la població es repartia de la següent manera: un 20,6% tenia menys de 18 anys, un 4,3% entre 18 i 24, un 21,5% entre 25 i 44, un 24,2% de 45 a 60 i un 29,5% 65 anys o més.
L'edat mediana era de 48 anys. Per cada 100 dones de 18 o més anys hi havia 68,2 homes.
La renda mediana per habitatge era de 19.167 $ i la renda mediana per família de 24.688 $. Els homes tenien una renda mediana de 19.167 $ mentre que les dones 17.868 $. La renda per capita de la població era d'11.091 $. Entorn del 29,7% de les famílies i el 34,9% de la població estaven per davall del llindar de pobresa.

## Poblacions més properes
El següent diagrama mostra les poblacions més properes.